# Адолфо Неф
Адолфо Неф Сануеса (на испански: Adolfo Nef Sanhueza), роден на 18 януари 1946 г. в Лота, е бивш чилийски футболен вратар. Той е рекордьор по брой изиграни мачове в чилийската Примера Дивисион - 625 за отборите на Универсидад де Чиле, Коло Коло, Универсидад Католика, Магаянес и Лота Швагер. След футболната си кариера се отдава на политиката и става общински съветник в комуната Сан Мигел.

## Клубна кариера
През 1963 г. Неф пробива в първия отбор на аматьорския Мина Лота (предшественик на Лота Швагер). През 1965 г. преминава в първодивизионния Универсидад де Чиле, с който печели три шампионски титли на страната през следващите осем години. След това започва да играе за големия враг Коло Коло, печелейки една шампионска титла и една купа на страната, а през 1973 г. е част от легендарния тим на Коло Коло, известен като Коло Коло ′73, който се превръща в първия чилийски отбор, стигнал до финал за Копа Либертадорес (загубен от аржентинския Индепендиенте). През 1981 г. играе за Универсидад Католика, а след това до 1987 г. – за Магаянес. Адолфо Неф завършва футболната си кариера в Лота Швагер.

## Национален отбор
За националния отбор на Чили изиграва 42 мача в периода 1969-1977 г. Неф е трети вратар в състава по време на Световното първенство в Германия (без изигран мач) и втори по време на Копа Америка през 1975 г. (също без изигран мач).

## Успехи
С Универсидад де Чиле
- Примера Дивисион:
  - Шампион (3): 1965, 1967, 1969
  - Вицешампион (1): 1971

С Коло Коло
- Примера Дивисион:
  - Шампион (1): 1979
  - Вицешампион (1): 1973
- Копа Чиле:
  - Носител (1): 1974
  - Финалист (2): 1979, 1980
- Копа Либертадорес:
  - Финалист (1): 1973